# Kari Tapio
Kari Tapio (22 de novembro de 1945 - Espoo, 7 de dezembro de 2010) foi um cantor de schlager finlandês. Ele foi um dos cantores mais populares na Finlândia há décadas.